# Decathlon
Decathlon (от др.-греч. δέκαθλον — десятиборье) — французская компания, специализирующаяся на разработке, производстве и розничной торговле спортивными товарами. Компании принадлежит торговая марка Decathlon («Декатлон»), а также ещё около сорока торговых марок для отдельных видов спорта. Штаб-квартира компании расположена во французском городе Вильнёве-д’Аск, пригороде Лилля.

## История
7 июля 1976 года Мишель Леклерк, двоюродный брат Жерара Мюлье, основателя Auchan, открыл первый супермаркет спортивных товаров на стоянке торгового центра Auchan, недалеко от Лилля. Концепция состояла в том, чтобы представить под одной крышей и по лучшей цене товары для спортсменов любого уровня, от новичка до профессионала. Первоначально ассортимент был ориентирован на велоспорт, но вскоре был расширен на другие виды спорта. В 1980-х годах компания Decathlon начала разрабатывать и производить собственную продукцию под своими брендами. Первым брендом стал Quechua, под которым выпускались одежда, обувь и другие товары для турпоходов.
В 1986 году открылся первый магазин за пределами Франции, в Дортмунде (Германия). В 1992 году компания вышла на испанский рынок, в Италии компания появилась в 1993 году, в Бельгии — в 1997, в Португалии и Великобритании — в 1999, в Бразилии — в 2001, в Китае — в 2003, в России — в 2006, в Индии — в 2009, на Тайване — в 2012, в Гонконге — в 2013, в Малайзии и Сингапуре — в 2016, в Южной Африке, на Филиппинах и в Индонезии — в 2017, в Южной Корее и Австралии — в 2018, в Канаде — в 2019 году.
В 1999 году компания вышла на рынок США путём приобретения сети MVP Sports, включавшей двадцать магазинов (был произведён ребрендинг под марку Decathlon USA), однако в 2006 году Decathlon объявила об уходе с американского рынка.
В 2008 году материнская компания группы сменила название на Oxylane, но в 2014 году вернулась к Decathlon.

## Собственники и руководство
Владельцы компании — семья Мюлье (также контролируют сети Auchan, Leroy Merlin, Kiabi и др.).
Сын основателя, Матьё Леклерк (Mathieu Leclercq), был президентом компании с 2012 по 2018 год.
Барбара Мартин Коппола — генеральный директор с февраля 2022 года, ранее работала в Ikea и Google.

## Бренды
Основные бренды компании:
- Quechua (турпоходы);
- Forclaz (турпоходы);
- B’Twin (велосипедный спорт)[14];
- Rockrider (горные велосипеды);
- Triban (шоссейные велосипеды);
- Van Rysel (шоссейные велосипеды для продвинутых);
- Elops (городские велосипеды);
- Simond (альпинизм, скалолазание, слэклайн);
- Solognac (охота);
- Caperlan (рыбалка);
- Fouganza (верховая езда);
- Kipsta (футбол, американский футбол);
- Imviso (футзал);
- Tarmak (баскетбол);
- Allsix (волейбол);
- Copaya (пляжный волейбол);
- Oroks (хоккей, флорбол);
- Offload (регби);
- Atorka (гандбол);
- Kalenji (бег, лёгкая атлетика);
- Evadict (трейлраннинг);
- Newfeel (спортивная ходьба, скандинавская ходьба);
- Aptonia (триатлон, питание и уход);
- Geonaute (спортивное ориентирование);
- Domyos (фитнес, йога танцы, гимнастика, балет);
- Kimjaly (йога);
- Corenght (бодибилдинг, кросс-тренинг);
- Outshock (бокс, самбо, дзюдо, карате, тхэквондо, джиу-джитсу, борьба, айкидо);
- Nyamba (пилатес);
- Artengo (теннис, бадминтон);
- Pongori (настольный теннис);
- Sandever (пляжный теннис);
- Perfly (бадминтон);
- Opfeel (сквош);
- Oxelo (фигурное катание, роликовые коньки, самокаты, скейтбординг, лонгбординг, вейвбординг);
- Nabaiji (плавание);
- Watko (водное поло);
- Subea (дайвинг, фридайвинг, снорклинг, подводная охота);
- Olaian (сёрфинг, вейкбординг);
- Orao (кайтинг и воздушные змеи);
- Itiwit (гребля, каякинг, SUP-бординг);
- Tribord (яхтинг, парусный спорт);
- Wed’ze (горные лыжи);
- Dreamscape (сноубординг);
- Inovik (беговые лыжи, лыжероллеры);
- Geologic (стрельба из лука, петанк);
- Canaveral (дартс);
- Inesis (гольф).

## Деятельность
По состоянию на конец 2023 год розничная сеть компании насчитывала 1749 магазинов в 78 странах и территориях, из них 336 — во Франции. Кроме Decathlon, магазины открываются под названием Koodza.
У компании есть 9 собственных фабрик, однако основной объём продукции выпускается контрактными производителями; в 2023 году у Decathlon было 53 поставщика, в сумме у них было 1264 предприятия в 45 странах мира.
- Франция: 336 магазинов
- Бельгия: 37 магазинов
- Бразилия: 31 магазин
- Болгария: 10 магазинов
- Чехия: 25 магазинов
- Швейцария: 28 магазинов
- Китай: 290 магазинов
- Хорватия: 8 магазинов
- Израиль: 4 магазина
- Германия: 86 магазинов
- Венгрия: 24 магазина[18]
- Индия: 64 магазина
- Италия: 122 магазина[19]
- Кувейт: 1 магазин
- Нидерланды: 22 магазина
- Польша: 63 магазина
- Португалия: 33 магазина
- Румыния: 29 магазинов
- Испания: 133 магазина
- Сингапур: 6 магазинов[20]
- Швеция: 3 магазина
- Республика Корея: 1 магазин
- Словакия: 12 магазинов
- Турция: 36 магазинов
- Китайская Республика: 6 магазинов
- Великобритания: 50 магазинов
- Ливан: 1 магазин
- ОАЭ: 3 магазина
- Марокко: 4 магазина
- Украина: 3 магазина
- Латвия: 1 магазин[21]
- Казахстан: 2 магазина

На 2014 год компания насчитывала 64 тысячи сотрудников, на декабрь 2015 года количество сотрудников по всему миру составляло 70 тысяч. Выручка за 2009 год составила 5,44 млрд евро, за 2015 год общий оборот компании составил 9,1 млрд евро. К 2018 году в компании работало более 87 000 сотрудников.

## Деятельность в России
Первый магазин компании в России открылся в 2006 году в Москве. К концу 2017 года в стране работало 53 магазина под маркой «Декатлон» (шестнадцать в Москве, пять в Санкт-Петербурге, по два в Краснодаре, Уфе, Казани, Нижнем Новгороде и Самаре, по одному в Адыгее, Барнауле, Брянске, Владимире, Волгограде, Воронеже, Екатеринбурге, Костроме, Перми, Пензе, Ростов-на-Дону, Рязани, Набережных Челнах, Саратове, Тольятти, Твери, Оренбурге, Ярославле, Ульяновске, Туле, Томске, Тюмени, Красноярске.
Интересы Decathlon в России представляла её дочерняя компания ООО «Октоблу» (её выручка в 2008 году составила 1,29 млрд руб., чистая прибыль — 49,7 млн руб.).
До конца 2015 года Decathlon планировала начать производство обуви в России под брендом Quechua. У компании «Декатлон» уже имелся опыт производства товаров в странах СНГ. Так, например, заготовка верха для обуви выпускается на Украине, а лыжи и лыжные ботинки — в Ярославле.

#### Прекращение деятельности
В марте 2022 года, после российского вторжения на Украину, «Декатлон» объявил о приостановке работы в России и закрытии магазинов из-за введённых санкций. На тот момент в стране работало около 90 магазинов.
В июле 2023 года Правительственная комиссия по контролю за осуществлением иностранных инвестиций одобрила сделку по продаже сети Decathlon в РФ владельцу франшизы Mango — российской компании ООО «АРМ». C 25 ноября 2023 года в помещениях бывших Decathlon начали открываться магазины новой российской сети Desport.